# 王臣濱
王臣濱（1922年—1952年3月3日），中國民主同盟黨員，福建省福州市人，福州學院附屬中學畢業，福州市永安藥房副經理，受「中共福建省委會台灣解放工作委員會」林滔指派與陳蓮亭一同來台蒐集情報，1950年3月在白犬島遭逮捕，陳蓮亭與王臣濱一同被判處死刑，1952年3月3日槍決於川端橋刑場。

## 生平
王臣濱，福建省福州市人，曾讀過五年私塾，之後在福州市永安藥房當學徒，17歲時考閩省省政幹團訓，結訓後派任福建省永安縣衛生稽查員，續先後轉任成立不久的南平師範學校辦事員、彰平僑民師範學校庶務。
1946年5月抗戰後期，王臣濱曾擔任國民黨台灣省黨部第一督導區辦事處幹事兩個月，1948年3月王臣濱由吳修平介紹加入民盟，在福州成立轟報並擔任社長，周問蒼任主筆，鄭嘉言總編輯，吳修平擔任編輯。由於周問蒼是民盟福建省支部組委會主任，鄭嘉言、 吳修平也都是民盟重要幹部，王臣濱因從事藥房生意，可供應民盟運作資金，資助了民盟福建省重要組織幹部的地下活動。如劇團宣傳工作、反飢餓遊行、發動學運等工作，協助策應解放福州。福州解放後，周問蒼介紹王臣濱給林滔，交付自傳加入中共福建省委會台灣解放工作委員會。
1949年10月古寧頭戰役失利，中共福建省委會台灣解放工作委員會書記林滔派遣陳蓮亭與王臣濱赴台潛伏。林滔交付陳蓮亭打入台灣軍界夫人、小姐交際圈，建立關係與情報網，協助策反，前往前線偵查情報。王臣濱則負責蒐集關於社會及軍事方面的資料，以基隆台北兩地為主，並透過藥商及福州人脈策反官員。林滔並請王臣濱協助前往台北軍法處探視弟弟林鋆（林啟周，新竹商校校長）。
1950年4月，陳蓮亭與王臣濱搭船進入東沙島（今馬祖莒光鄉），由於軍事管制的緣故，陳蓮亭與王臣濱暫時無法進入台灣，期間去信在台北尤學淵協助收集當時報紙雜誌寄港轉福州。由於陳蓮亭在台灣有一位熱烈追求者在台灣省合作金庫連庫課任職的田旭初，田旭初用肥皂假造印章，偽造卅八年二月廿五日在福州市訂婚之訂婚證書向台灣省警務處申請讓陳蓮亭入境。田旭初寄給陳蓮亭的信件提及假造結婚的內容資訊，讓陳蓮亭熟記以免入台時資料有誤，信件遭到在馬祖的福建省海上保安第一縱隊截獲，由於信件中說明兩人素不相識，又有相關假造結婚的內容資訊，1950年6月25日陳蓮亭與王臣濱遭到逮捕訊問，並移送台北保安司令部。
1951年12月18日陳蓮亭與王臣濱遭判處死刑，田旭初則被判處兩年徒刑，1952年3月3日陳蓮亭與王臣濱被槍決於川端橋刑場。同日遭槍決另有省工委南庄支部案黃昌祥、黃新玉、蕭春進三人。

## 紀念
2013年10月 北京西山國家森林公園的無名英雄廣場上立有無名英雄紀念碑，為紀念來台灣在1950年代被處決「隱避戰線烈士」而設立，王臣濱烈士銘刻於紀念碑上。為中華人民共和國追認之中華人民共和國烈士。